# Glossosoma yigilca
Glossosoma yigilca là một loài Trichoptera trong họ Glossosomatidae. Chúng phân bố ở miền Cổ bắc.